# Valg til Cataloniens parlament
Valg til Cataloniens parlament er grundlag for mandatfordelingen i parlamentet, hvor man blandt andet godkender kandidaten til Cataloniens præsident og behandler regeringens forslag. Oftest har specifikt catalanska partier (uden landsdækning i Spanien) vundet parlamentsvalgene.

## Historik
Under tiden som catalansk republik i 1930-erne besattes parlamentet af 85 deputerede. Parlamentets medlemmer tilsattes første gang efter parlamentsvalget i november 1932, efter at Cortes Generales 9 i september samme år havde godkendt Cataloniens autonomistatuter. Det catalanske selvstyre – og med det regionens autoritet – blev afskaffet efter falangisternes besættelse af Catalonien, hvilket indtraf under den spanske borgerkrig fra april 1938.
Efter parlamentets genetablering i 1980 som folkelig repræsentation i den autonome spanske region har antallet af deputerede været 135. Fra 1980 og til og med 2017 har tolv valg til parlamentet været afholdt. Det seneste valg fandt sted den 21. december 2017 efter Cataloniens selvstændighedserklæring og resulterede i, at Ciudadanos blev det største parti men at de selvstændighedsstøttende partier fortsat beholdt majoriteten i parlamentet.

## Det republikanske parlament (1932–)
Nedenfor ses parlamentets sammensætning efter valget den 20. november 1932. Absolut majoritet markeres med fed skrift.
- ERC: 56 pladser (65,88 %)
- LR: 16 pladser (18,82 %)
- USC: 5 pladser (5,88 %)
- PRAT: 4 pladser (4,71 %)
- UDC: 1 plads (1,18 %)
- UC: 1 plads (1,18 %)
- PRF: 1 plads (1,18 %)
- PCR: 1 plads (1,18 %)

Totalt: 85 pladser
| Mandatfordelingen efter valgene 1980 henholdsvis 1984. |  | Mandatfordelingen efter valgene 1980 henholdsvis 1984. |
| Mandatfordelingen efter valgene 1980 henholdsvis 1984. |  |                                                        |

## 1. parlament (1980–1984)
Efter genetableringen af Generalitat de Catalunya som regionstyre anordnedes parlamentsvalg den 20. marts 1980. Af totalt 4.432.776 stemmeberettigede valgte 61,34 % at deltage i valget:
- CiU: 43 pladser (27,83 %)
- PSC: 33 pladser (22,43 %)
- PSUC: 25 pladser (18,77 %)
- CC: 18 pladser (10,61 %)
- ERC: 14 pladser (8,90 %)
- PSA: 2 pladser (2,66 %)

Totalt: 135 pladser

## 2. parlament (1984–1988)
Valget fandt sted den 29. april 1984. 4.494.340 var stemmeberettigede, og af dem deltog 64,36 % i valget:
- CiU: 72 pladser (46,80 %)
- PSC: 41 pladser (30,11 %)
- AP: 11 pladser (7,70 %)
- PSUC: 6 pladser (5,58 %)
- ERC: 5 pladser (4,41 %)

Totalt: 135 pladser
| Mandatfordelingen efter valgene 1988 og 1992. |  | Mandatfordelingen efter valgene 1988 og 1992. |
| Mandatfordelingen efter valgene 1988 og 1992. |  |                                               |

## 3. parlament (1988–1992)
Valget fandt sted den 29. maj 1988. 4.564.389 var stemmeberettigede, og 59,37 % deltog i valget:
- CiU: 69 pladser (45,72 %)
- PSC: 42 pladser (29,78 %)
- IC: 9 pladser (7,76 %)
- AP: 6 pladser (5,31 %)
- ERC: 6 pladser (4,14 %)
- CDS: 3 pladser (3,83 %)

Totalt: 135 pladser

## 4. parlament (1992–1995)
Valget fandt sted den 15. marts 1992. 4.839.071 var stemmeberettigede, og 54,87 % deltog i valget:
- CiU: 70 pladser (46,19 %)
- PSC: 40 pladser (27,55 %)
- ERC: 11 pladser (7,96 %)
- IC: 7 pladser (6,50 %)
- PPC: 7 pladser (5,97 %)

Totalt: 135 pladser
| Mandatfordelingen efter valgene 1995 og 1999. |  | Mandatfordelingen efter valgene 1995 og 1999. |
| Mandatfordelingen efter valgene 1995 og 1999. |  |                                               |

## 5. parlament (1995–1999)
Valget fandt sted den 19. november 1995. 5.079.981 var stemmeberettigede, og 63,64 % deltog i valget:
- CiU: 60 pladser (40,95 %)
- PSC: 34 pladser (24,88 %)
- PPC: 17 pladser (13,08 %)
- ERC: 13 pladser (9,49 %)
- ICV: 11 pladser (9,71 %)

Totalt: 135 pladser

## 6. parlament (1999–2003)
Valget fandt sted den 17. oktober 1999. 5.293.657 var stemmeberettigede, og 59,20 % deltog i valget:
- CiU: 56 pladser (37,70 %)
- PSC - CpC (Barcelona): 36 pladser (30,33 %)
- PSC - CpC - IC-V (Tarragona, Lleida i Girona): 16 pladser (7,52 %)
- PPC: 12 pladser (9,51 %)
- ERC: 12 pladser (8,67 %)
- IC-V: (Barcelona) 3 pladser (2,51 %)

Totalt: 135 pladser
| Mandatfordelingen efter valgene 2003 og 2006. |  | Mandatfordelingen efter valgene 2003 og 2006. |
| Mandatfordelingen efter valgene 2003 og 2006. |  |                                               |

## 7. parlament (2003–2006)
Valget fandt sted den 16. november 2003. 5.307.837 var stemmeberettigede, og 62,54 % deltog i valget:
- CiU: 46 pladser (30,94 %)
- PSC - CpC: 42 pladser (31,16 %)
- ERC: 23 pladser (16,44 %)
- PPC: 15 pladser (11,89 %)
- ICV-EUiA: 9 pladser (7,28 %)

Totalt: 135 pladser

## 8. parlament (2006–2010)
Valget fandt sted den 1. november 2006. 5.321.274 var stemmeberettigede, og 56,04 % deltog i valget:
- CiU: 48 pladser (31,52 %)
- PSC - CpC: 37 pladser (26,82 %)
- ERC: 21 pladser (14,03 %)
- PPC: 14 pladser (10,65 %)
- ICV-EUiA: 12 pladser (9,52 %)
- C's: 3 pladser (3,03 %)

Totalt: 135 pladser

## 9. parlament (2010–2012)
Valget fandt sted den 28. november 2010. 5.363.688 var stemmeberettigede, og 58,78 % deltog i valget:
- CiU: 62 pladser (38,43 %)
- PSC: 28 pladser (18,38 %)
- PPC: 18 platser (12,37 %)
- ICV-EUiA: 10 pladser (7,37 %)
- ERC: 10 pladser (7,00 %)
- SI: 4 pladser (3,29 %)
- C's: 3 pladser (3,39 %)

Totalt: 135 pladser

## 10. parlament (2012-2015)
Valget fandt sted den 25. november 2012. 5.257.252 var stemmeberettigede, og 67,76 % deltog i valget:
- CiU: 50 pladser (30,70 %)
- ERC: 21 pladser (13,70 %)
- PSC: 20 pladser (14,43 %)
- PPC: 19 pladser (12,97 %)
- ICV-EUiA: 13 pladser (9,89 %)
- C's: 9 pladser (7,56 %)
- CUP: 3 pladser (3,47 %)

Totalt: 135 pladser

## 11. parlament (2015–2017)
Valget til parlamentet fandt sted den 27. september 2015. Af 5.510.853 stemmeberettigede deltog 74,95 % i valget:
- JxSí: 62 pladser (39,59 %) [61 pladser efter at Germà Gordó den 6. juni 2017 blev politisk enegænger.][4]
  - CDC: 28 pladser
  - ERC: 20 pladser
  - oberoende: 11 pladser
  - DC: 1 plads
  - MES: 1 plads
- C's: 25 pladser (17,90 %)
- PSC: 16 pladser (12,72 %)
- CSQP: 11 pladser (8,94 %)
- PPC: 11 pladser (8,49 %)
- CUP: 10 pladser (8,21 %)

Totalt: 135 pladser

## 12. parlament (2017–)
Valget til parlamentet fandt sted den 21. december 2017. Dette nyvalg blev iværksat af Spaniens regering efter udråbelsen af Republikken Catalonien og den samtidige opløsning af parlamentet et par måneder tidligere. Af 5.314.736 stemmeberettigede afgav 81,94 % (rekord) sin stemme, inden valglokalerne lukkede klokken 20:00. Da omregnede stemmer og poststemmer var sammentalte, nåede nedenstående mandatfordeling. Den endelige stemmesammentælling førte også til en korrektion af den samlede valgdeltagelse til 79,04 % af det samlede antal af stemmeberettigede (lavere end ved det spanske parlamentsvalg i 1982).
- C's: 36 pladser
- JxC (PDeCAT): 34 pladser
- ERC: 32 pladser
- PSC: 17 pladser
- CatComú: 8 pladser
- CUP: 4 pladser
- PPC: 4 pladser

Totalt: 135 pladser